# François (album)
Pour les articles homonymes, voir François.
 (juin 2021).
Si vous disposez d'ouvrages ou d'articles de référence ou si vous connaissez des sites web de qualité traitant du thème abordé ici, merci de compléter l'article en donnant les références utiles à sa vérifiabilité et en les liant à la section « Notes et références ».
Albums de Desireless
I Love You
Singles
1. Voyage, Voyage
Sortie : 1986
2. John
Sortie : 1988
3. Qui sommes-nous
Sortie : 1989
4. Elle est comme les étoiles
Sortie : 1990

François est le nom du premier album de la chanteuse Desireless, sorti en 1989.
L’album reprend les singles Voyage, Voyage, sorti en 1986, et John, sorti en 1988.  Deux autres chansons sortiront en single, Qui sommes-nous et Elle est comme les étoiles.  L’album sera classé 29e au top album en France
L’album sera réédité en 2001 chez Choice of Music avec quatre titres en bonus dont Star, un inédit.

## Pistes
Toutes les paroles sont écrites par Jean-Michel Rivat, toute la musique est composée par Jean-Michel Rivat sauf Qui peut savoir ? et Voyage, Voyage de Dominique Dubois et Jean-Michel Rivat.
| 1.  | Qui sommes-nous            | 4:28 |
| 2.  | Animal                     | 4:45 |
| 3.  | Hari Ôm Ramakrishna        | 5:08 |
| 4.  | Tombée d'une montagne      | 5:07 |
| 5.  | Dis pourquoi (New age mix) | 0:34 |
| 6.  | Oublie-les, oublie         | 3:56 |
| 7.  | Les commencements          | 4:02 |
| 8.  | Elle est comme les étoiles | 4:14 |
| 9.  | Qui peut savoir ?          | 3:47 |
| 10. | John                       | 4:12 |
| 11. | Dis pourquoi               | 4:41 |
| 12. | Voyage, Voyage             | 4:24 |

Toutes les paroles sont écrites par Jean-Michel Rivat, toute la musique est composée par Jean-Michel Rivat sauf Voyage, Voyage, Qui peut savoir ? et Star de Dominique Dubois et Jean-Michel Rivat.
| 1.  | Voyage, Voyage                 | 4:22 |
| 2.  | John                           | 4:11 |
| 3.  | Qui sommes-nous                | 4:26 |
| 4.  | Elle est comme les étoiles     | 4:11 |
| 5.  | Animal                         | 4:44 |
| 6.  | Hari Ôm Ramakrishna            | 5:08 |
| 7.  | Tombée d'une montagne          | 5:05 |
| 8.  | Oublie-les, oublie             | 3:56 |
| 9.  | Les commencements              | 4:02 |
| 10. | Qui peut savoir ?              | 3:46 |
| 11. | Dis pourquoi                   | 4:39 |
| 12. | Star                           | 4:37 |
| 13. | Voyage, Voyage (Maxi Version)  | 6:39 |
| 14. | John (Maxi Version)            | 6:25 |
| 15. | Qui sommes-nous (Europe Remix) | 6:39 |

## Singles
- 1986-1987 : Voyage, voyage (#1 Allemagne, #1 Autriche, #1 Belgique, #1 Danemark, #1 Espagne, #1 Grèce, #1 Israël, #1 Liban, #1 Norvège, #1 Thaïlande, #1 Yougoslavie, #2 France, #4 Suisse, #5 Royaume-Uni, #11 Pays-Bas, #11 Suède, #26 Italie)
- 1988 : John (#1 Russie, #5 France, #37 Allemagne, #92 Royaume-Uni)
- 1989 : Qui sommes-nous (#88 Allemagne)
- 1990 : Elle est comme les étoiles